# Julius-Janonis-Gymnasium Šiauliai

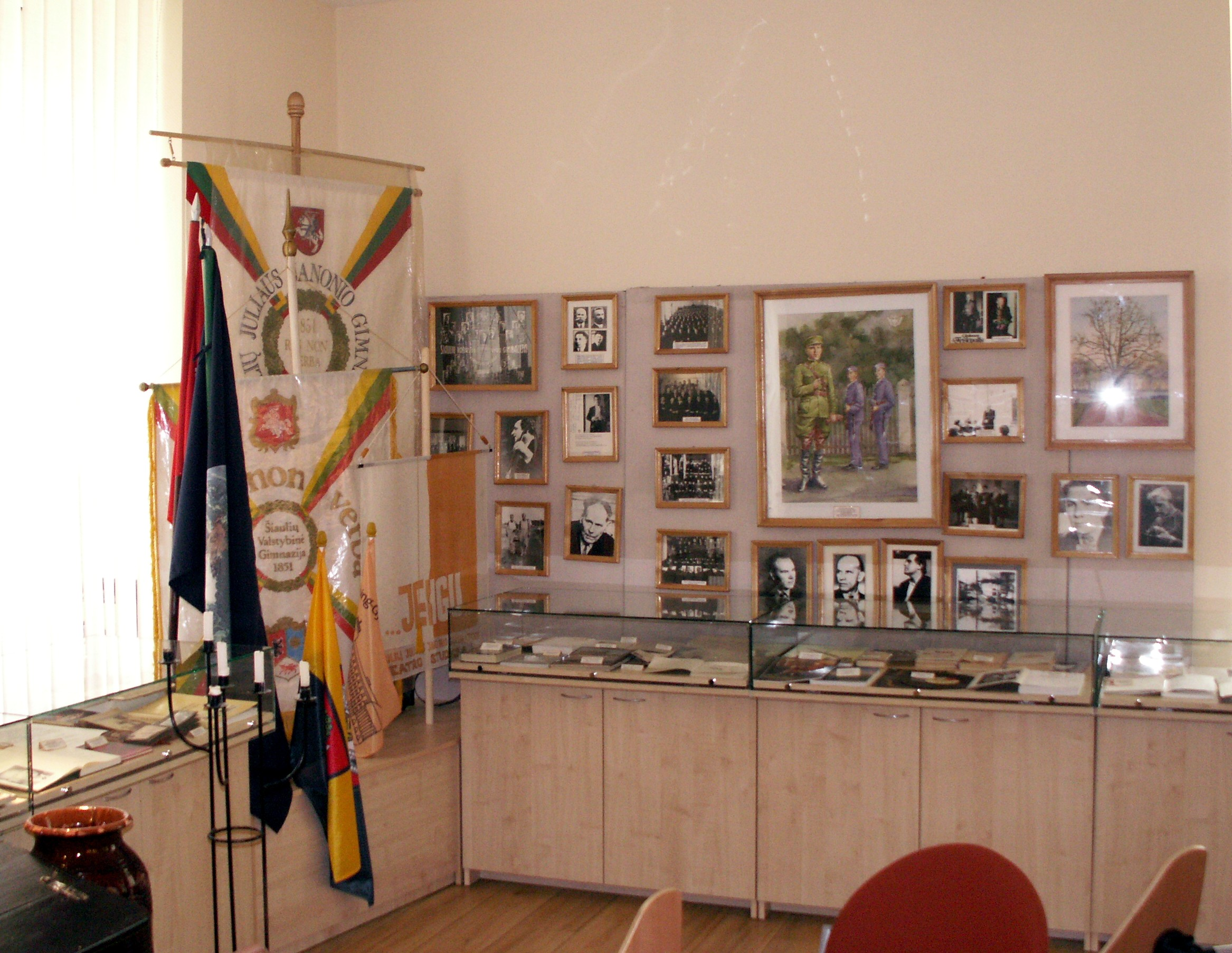
Museum

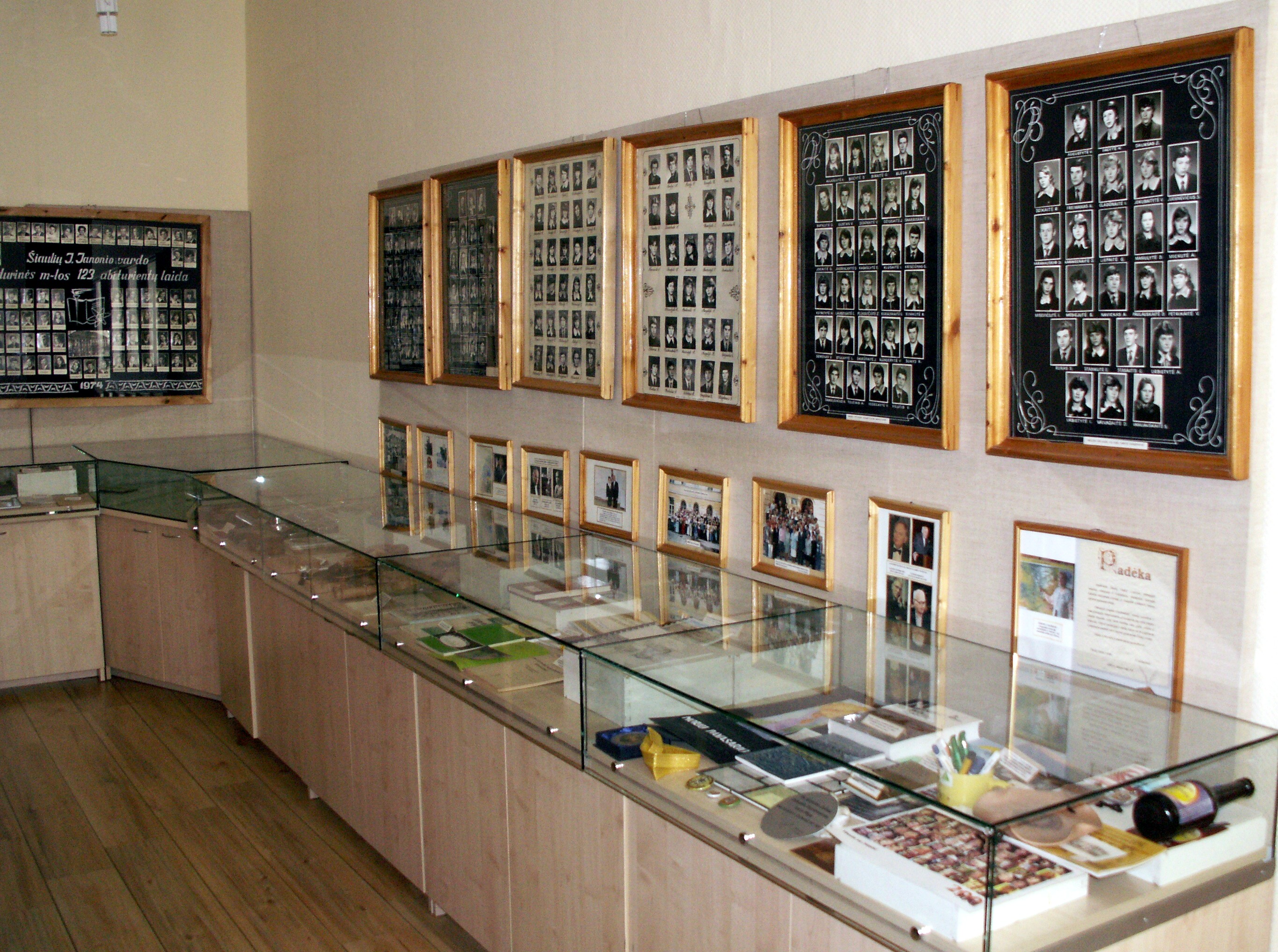
Museum

Das Julius-Janonis-Gymnasium Šiauliai (litauisch Šiaulių Juliaus Janonio gimnazija, früher Gymnasium Šiauliai) ist ein staatliches Gymnasium in Šiauliai, eine der ältesten Schulen in Litauen.

## Geschichte
1838 wollten die Besitzer von Gutshöfen im Umkreis von Šiauliai ein eigenes Gymnasium haben, um ihre Kinder möglichst in der Nähe auszubilden. Die Juden von Šiauliai verpflichteten sich, 30.000 Rubel in Assignaten zu zahlen. Die Juden von Joniškis gaben 90 Rubel. Im August 1839 wurde ein Akt zur Gründung des Gymnasiums begangen und das Grundstück in der Schosseinaja-Straße, genannt Gytarių (jetzt Tilžė-Str. 137), ausgewählt. 1844 wurde ein Gymnasium aus Swislocz (Gouvernement Grodno) in Belarus nach Šiauliai übersiedelt. Im August 1851 wurde das neue Gymnasium in Šiauliai eröffnet. Es gab 297 Schüler, davon zwölf in der Vorbereitungsklasse. Es war eine russische Schule. Erst 1914 gab es in Šiauliai ein litauisches Gymnasium. Es wurde 1920 verstaatlicht. Ab April 1946 hieß es Julius-Janonis-Mittelschule und ab 1954 die Mittelschule.
1996 wurde sie zum Julius-Janonis-Gymnasium. Die Benennung ehrt den litauischen Dichter und Revolutionär Julius Janonis (1896–1917).

## Direktor
- 1. 1851–1853: Nikolai Wassiljewitsch Tschastnikow
- 2. 1853–1859: Alexander Ossipowitsch Wedenski
- 3. 1859–1864: Jefim Wassiljewitsch Maximow
- 4. 1865–1872: Matwej Wassiljewitsch Fursow
- 5. 1872–1881: Michail Makarjewitsch Isjumow
- 6. 1881–1884: Michail Alexejewitsch Berschanski
- 7. 1884–1888: Ossip Wukolowitsch Scholkowitsch
- 8. 1889: Pawel Iwanowitsch Jachontow
- 9. 1889–1895: Iwan Wladimirowitsch Swirelin
- 10. 1895–1900: Alexander Iwanowitsch Rubzow
- 11. 1900–1905: Pawel Gawrilowitsch Jakuschew
- 12. 1905–1913: Jelenewski
- 13. 1913–1914: Dorofejew
- 14. 1914–1915: Sacharow
- 15. 1916–1918: Jonas Galdikas
- 16. 1918–1922: Antanas Klupšas
- 17. 1922–1929: Vaclovas Šliageris
- 18. 1929–1932: Kazys Arminas
- 19. 1932–1939: Jonas Kartanas
- 20. 1939–1940: Antanas Kučinskas
- 21. 1940–1941: P. Gaurys
- 22. 1941–1944: Jonas Ambraziejus
- 23. 1944–1945: Mykolas Bartaševičius
- 24. 1945–1947: Mykolas Stulgys
- 25. 1947: Jonas Ramanauskas
- 26. 1947–1954: Jonas Vencius
- 27. 1954–1955, 1956–1957: Mykolas Kondratas
- 28. 1955–1956: Julijonas Špokevičius
- 29. 1957–1962: Jonas Petrauskas
- 30. 1962–1965: Albertas Pučkus
- 31. 1965–1971: Vladas Kazlauskas
- 32. 1971–1988: Aldona Stulpinienė
- 33. 1988-0000 Rimas Budraitis

## Schüler
- 1892: Jonas Vileišis (1872–1942), Politiker und Jurist
- 1896: Jeronimas Ralys (1876–1921), Arzt, Übersetzer
- 1903: Vaclovas Biržiška (1884–1956), Bibliograf, Professor
- 1909: Rapolas Skipitis (1887–1976), Anwalt, Innenminister
- 1915: Julius Janonis, Dichter
- 1924: Juozas Grušas, Dramatiker
- 1944: Julius Juzeliūnas (1916–2001), Komponist
- 1944: Saulius Sondeckis (1928–2016), Dirigent, Professor, Ehrenbürger
- 1945: Romualdas Sakalauskas (1928–2015), Bauingenieur und Bauminister
- 1950: Dainius Trinkūnas (1931–1996), Pianist und Politiker
- 1956: Henrikas Tamulis, Bürgermeister von Kaunas
- 1957: Antanas Visockis (* 1941), litauischer Maler und Kunstpädagoge, Professor
- 1964: Vincas Laurutis, Rektor von Šiaulių universitetas
- 1968: Rimantas Bašys (* 1951), Politiker, Mitglied des Seimas
- 1953–1964: Neris Germanas (* 1946), Diplomat und Vizeminister
- 1979: Šarūnas Birutis (* 1961), Politiker, Mitglied des Europaparlaments
- 1986: Evaldas Lementauskas (* 1970), Politiker, Seimas-Mitglied, Vizebürgermeister von Šiauliai und Vilnius
- 1988: Ramūnas Karbauskis (* 1969), Agrarunternehmer und Politiker, Parlamentsvizepräsident
- 1998: Indrė Pociūtė-Levickienė (* 1979), Juristin und Politikerin
- 2007: Deimantė Daulytė (* 1989), Schachspielerin
- 2015: Justinas Švėgžda (* 1996), Politiker, Vizebürgermeister von Šiauliai
- 2017: Juozas Baikštys (* 1998), Leichtathlet, Hochspringer
- 2017: Urtė Baikštytė (* 1999), Leichtathletin, Hochspringerin